# Xerula
Xerula Maire (pieniążkówka) – rodzaj grzybów z rodziny obrzękowcowatych (Physalacriaceae). 

## Systematyka i nazewnictwo
Pozycja w klasyfikacji według Index Fungorum: Physalacriaceae, Agaricales, Agaricomycetidae, Agaricomycetes, Agaricomycotina, Basidiomycota, Fungi.
Polską nazwę nadał Władysław Wojewoda w 1987 r. W polskim piśmiennictwie mykologicznym rodzaj ten opisywany był też jako kółkorodek. W Polsce występuje tylko 1 gatunek.

## Charakterystyka
Saprotrofy żyjące na martwym drewnie. Kapelusze średniej wielkości, maziste lub suche i aksamitne. Trzony: Bardzo wysmukłe i długie, korzeniaste. Blaszki białawe, zatokowato wycięte. Wysyp zarodników: Biały, nieamyloidalny. Zarodniki eliptyczne do okrągławych, gładkie, bez pory rostkowej. Trama blaszek regularna (strzępki biegną równolegle).

## Gatunki
- Xerula anombe (De Seynes) R.H. Petersen 2008
- Xerula australis (Dörfelt) R.H. Petersen 1994
- Xerula hispida Halling & G.M. Muell. 1999
- Xerula mediterranea (Pacioni & Lalli) Quadr. & Lunghini 1990
- Xerula oreina (Pacioni & Lalli) Contu 1998
- Xerula oronga (De Seynes) R.H. Petersen 2008
- Xerula pseudoradicata (M.M. Moser) Contu 1998
- Xerula pudens (Pers.) Singer 1951 – pieniążkówka dębowa
- Xerula renati (Clémençon) Contu, in Signorello & Contu 1998
- Xerula raphanipes (Berk.) Dörfelt 1983
- Xerula setulosa (Murrill) R.H. Petersen & T.J. Baroni 2007
- Xerula sinopudens R.H. Petersen & Nagas. 2006
- Xerula strigosa Zhu L. Yang, L. Wang & G.M. Muell. 2008
- Xerula sinopudens R.H. Petersen & Nagas. 2006
- Xerula subnigra (Singer) Contu 2000

Wykaz gatunków (nazwy naukowe) na podstawie Index Fungorum. Nazwa polska według Władysława Wojewody.